# جعفرآباد (فردوس)
جعفرآباد یک روستا در ایران است که در بخش فردوس شهرستان رفسنجان واقع شده‌است. جعفرآباد ۳۱۸ نفر جمعیت دارد.